# Wzmacniacz nieprzeciążalny
Wzmacniacz nieprzeciążalny (również: wzmacniacz Fairsteina, wzmacniacz różniczkowy z podwójnym różniczkowaniem) – wzmacniacz impulsów z układem formującym realizującym podwójne różniczkowanie. Zaproponowany w 1951 przez R. Dandla i rozpowszechniony przez Edwarda Fairsteina.
Podwójne różniczkowanie zmniejsza czas regeneracji w razie przekroczenia znamionowego zakresu amplitud sygnału wejściowego (np. rzędu pojedynczych mikrosekund przy 200-krotnym przeciążeniu amplitudowym).

## Zastosowanie
Wzmacniacze tego typu są ważnym elementem przyrządów do pomiaru małych sygnałów występujących w sąsiedztwie sygnałów o dużo większych amplitudach, np. w pomiarach z zakresu fizyki jądrowej (zliczanie cząstek o małych energiach przy jednoczesnym występowaniu cząstek wysokoenergetycznych).
W klasycznym wzmacniaczu (opartym na triodzie lub tranzystorze) wystąpienie dużego dodatniego napięcia na wejściu spowoduje również dodatnią, względem katody, polaryzację siatki (bramki). Siatka zacznie pobierać prąd ładując pojemność C na wejściu. Aby wyjście wzmacniacza wróciło do poziomu normalnego (czas regeneracji), ładunek C musi jeszcze zostać rozładowany przez rezystancję R, rzędu 100kΩ. Jeśli w tym czasie nadejdzie kolejny impuls mający zostać zarejestrowany (wzmocniony), to będzie on zniekształcony lub nie zostanie zarejestrowany.
Współcześnie w technice tranzystorowej moduł zapewniający nieprzeciążalność realizowany jest wejściowym stopniem różnicowym o sprzężeniu emiterowym na dużej rezystancji obciążenia (long tailed pair, LTP). Najczęściej są to rozwinięcia i wariacje układu zaproponowanego przez Collinge'a. W technice lampowej jest to podobny stopień o sprzężeniu katodowym. 